# (26357) Laguerre
(26357) Laguerre ist ein Asteroid des Hauptgürtels, der am 27. Dezember 1998 vom italo-amerikanischen Astronomen Paul G. Comba am Prescott-Observatorium (IAU-Code 684) in Arizona entdeckt wurde.
Der Asteroid ist nach dem französischen Mathematiker Edmond Laguerre (1834–1886) benannt, der als Mitbegründer der modernen Geometrie gilt.